# Brestovac (miasto Leskovac)
Brestovac (cyr. Брестовац) – wieś w Serbii, w okręgu jablanickim, w mieście Leskovac. W 2011 roku liczyła 2027 mieszkańców.